# Fenn Tower
Fenn Tower es un rascacielos histórico de 22 pisos en Cleveland, la segunda ciudad más poblada del estado de Ohio (Estados Unidos). Pertenece a la Universidad Estatal de Cleveland. Fue construido para el National Town and Country Club, pero solo se usó para un evento antes del cierre. Originalmente se conocía como National Town and Country Club antes de venderse. Fue comprado por Fenn College en 1937 por 250.000 dólares. Actualmente se utiliza como vivienda para estudiantes. Es la segunda estructura más alta del campus de Cleveland State, después de Rhodes Tower. La torre lleva el nombre de Sereno Peck Fenn (uno de los tres fundadores principales de Sherwin-Williams), a quien se le dio el nombre de Fenn College. Fenn Tower figura en el Registro Nacional de Lugares Históricos como National Town and Country Club. Originalmente fue amueblado por Rorimer-Brooks Studios, Inc. Originalmente donde estaban ubicados el gimnasio Fenn y la piscina Ellwood H. Fisher, fueron removidos durante la renovación de 2005.

## Historia
Fenn comenzó ofreciendo clases nocturnas en la década de 1930 en ingeniería y su modelo era especializarse en educación superior de bajo costo. El primer presidente de Fenn fue Cecil V. Thomas, un académico y educador de Ohio. En 1932, Fenn agregó clases de negocios a la creciente lista de programas para estudiantes. Se suponía que el edificio del National Town and Country Club albergaría el club de caballeros para los habitantes de Gran Cleveland que querían una ubicación central para celebrar reuniones y eventos del club.
Sin embargo, debido al crack del 29, el club ya no era solvente y el edificio de gran altura quedó vacío hasta que fue comprado por Fenn College en 1937 debido a la necesidad de Fenn de más espacio. Esto significó que Fenn era solo la tercera universidad en los Estados Unidos en tener un rascacielos en su campus académico (los otros son la Universidad de Pittsburgh y la Universidad Thomas Jefferson en Filadelfia) y además le dio a Fenn una dirección en el centro de la Avenida Euclid mucho más codiciada. En 1940, Fenn obtuvo la acreditación de la North Central Association of Colleges and Secondary Schools. Cabe señalar que a lo largo de su historia, Fenn nunca operó con pérdidas hasta 1963, cuando las crecientes presiones financieras lo obligaron a firmar un trato para convertirse en parte de la nueva Universidad Estatal de Cleveland.